# Howard Mitchell
Howard Mitchell, född den 11 mars 1911 i Lyons i Nebraska, död den 22 juni 1988 i Ormond Beach i Florida, var en amerikansk cellist och dirigent. Han engagerades som förstecellist vid National Symphony Orchestra 1933, gjorde debut som dirigent för denna 1941 och efterträdde Hans Kindler som orkesterns förstedirigent vid dennes död 1949, en position han höll till 1969. Han är mest känd för sina inspelningar av Sjostakovitjs symfonier - men har även spelat in undervisnings- och inspirationsmaterial för barn och unga.